# ریموند او. فالکنر
ریموند او. فالکنر (انگلیسی: Raymond O. Faulkner؛ ۲۶ دسامبر ۱۸۹۴ – ۳ مارس ۱۹۸۲) دانشمند در زمینه مصرشناسی و لغت‌شناس اهل بریتانیا بود.